# The Prophecy III: The Ascent
The Prophecy III: The Ascent (en español Ángeles y Demonios III o Ángeles y Demonios III: Los Ancestros) es la tercera entrega de la saga iniciada por Gregory Widen con The Prophecy. En esta entrega Widen no participa de ninguna manera, siendo Patrick Lussier el director de la cinta. El productor Joel Soisson ejerce en esta ocasión como coguionista. La película fue lanzada directamente al mercado doméstico.

## Argumento
La guerra entre ángeles ha adquirido un matiz catastrófico, y el embaucador Zophael pretende disponerlo todo para el advenimiento de Pyriel, un ángel que, si Daniel no se lo impide, podría sustituir al mismísimo Dios.
El nefilim, mitad humano mitad ángel, ya es adulto y se llama como su padre, Daniel. Ejerce como orador en un grupo religioso, ignorando que tiene sangre Angélica. Sin embargo, mientras está dando un sermón, es abatido a tiros por un asesino infiltrado entre los feligreses. Su cuerpo es llevado al depósito de cadáveres, para luego resucitar y desaparecer.
Gabriel, pagó muy alto sus fechorías y ahora ha sido rebajado a humano, convertido en lo que más odia. Sin embargo, esta condición le ha otorgado algo que antes como ángel no tenía: un alma, pudiendo discernir ahora entre el bien y el mal, y ha optado por lo primero. Por tanto, en lugar de intentar matar a Daniel, ahora intenta ayudarlo.

## Reparto
- Christopher Walken - Arcángel Gabriel
- Dave Buzzotta - Daniel
- Vincent Spano - Zophael
- Steve Hytner- Joseph
- Brad Dourif - Zealot
- Scott Cleverdon - Pyriel
- Moriah Shining Dove Snyder - Mary

## Banda sonora
Pese a que en las anteriores entregas la música original fue compuesta por David C. Williams, en esta ocasión el encargado es Steve Boeddeker, quien recicla muchos temas de Williams. De hecho, durante los créditos finales de la película puede escucharse una versión del tema original de David C. Williams remezclada por Steve Boeddeker para hacerla sonar más actual.
- Datos: Q502286